# 17 février aux Jeux olympiques d'hiver de 2022
Pour un article plus général, voir Jeux olympiques d'hiver de 2022.
Le jeudi 17 février aux Jeux olympiques d'hiver de 2022 est le seizième jour de compétition.

## Programme
| Heure UTC+8 (Pékin)                           |               |
| bleu                                          | Cérémonie     |
| neutre                                        | Épreuve       |
| or                                            | Finale        |
| orange                                        | Petite finale |
| rose                                          | Reporté       |
| gris                                          | Annulé        |
| Compétition masculine                         | Hommes        |
| Compétition féminine                          | Femmes        |
| Compétition mixte (hommes et femmes mélangés) | Mixte         |
| Compétition en couple (1 homme et 1 femme)    | Couple        |
| modifier                                      |               |

| Horaire | Discipline Spécialité | Discipline Spécialité                           | Discipline Spécialité | Phase                        | Résultats                                                 | Références |
| ------- | --------------------- | ----------------------------------------------- | --------------------- | ---------------------------- | --------------------------------------------------------- | ---------- |
| 09 h 05 |                       | Curling Tournoi masculin                        | Compétition hommes    | Premier tour 12e session     | 5 - 7                                                     | -          |
| 09 h 05 |                       | Curling Tournoi masculin                        | Compétition hommes    | Premier tour 12e session     | 8 - 10                                                    | -          |
| 09 h 05 |                       | Curling Tournoi masculin                        | Compétition hommes    | Premier tour 12e session     | 2 - 5                                                     | -          |
| 09 h 05 |                       | Curling Tournoi masculin                        | Compétition hommes    | Premier tour 12e session     | 9 - 4                                                     | -          |
| 09 h 30 |                       | Ski acrobatique Halfpipe                        | Compétition femmes    | Qualifications               | -                                                         | -          |
| 10 h 30 |                       | Ski alpin Combiné                               | Compétition femmes    | Manche 1                     | -                                                         | -          |
| 11 h 30 |                       | Ski acrobatique Skicross                        | Compétition femmes    | Qualifications               | -                                                         | -          |
| 12 h 10 |                       | Hockey sur glace Tournoi féminin                | Compétition femmes    | Finale                       | 3 - 2                                                     | -          |
| 12 h 30 |                       | Ski acrobatique Halfpipe                        | Compétition hommes    | Qualifications               | -                                                         | -          |
| 14 h 00 |                       | Ski acrobatique Skicross                        | Compétition femmes    | Finale                       | Sandra Näslund · Marielle Thompson · Fanny Smith          | -          |
| 14 h 05 |                       | Curling Tournoi féminin                         | Compétition femmes    | Premier tour 12e session     | 4 - 8                                                     | -          |
| 14 h 05 |                       | Curling Tournoi féminin                         | Compétition femmes    | Premier tour 12e session     | 4 - 9                                                     | -          |
| 14 h 05 |                       | Curling Tournoi féminin                         | Compétition femmes    | Premier tour 12e session     | 4 - 10                                                    | -          |
| 14 h 05 |                       | Curling Tournoi féminin                         | Compétition femmes    | Premier tour 12e session     | 4 - 8                                                     | -          |
| 14 h 15 |                       | Ski alpin Combiné (manche 2)                    | Compétition femmes    | Finale                       | Michelle Gisin · Wendy Holdener · Federica Brignone       | -          |
| 15 h 00 |                       | Combiné nordique Épreuve par équipes + 4 x 5 km | Compétition hommes    | Manche d'essai (saut)        | -                                                         | -          |
| 16 h 00 |                       | Combiné nordique Épreuve par équipes + 4 x 5 km | Compétition hommes    | Manche de compétition (saut) | -                                                         | -          |
| 16 h 30 |                       | Patinage de vitesse 1 000 mètres                | Compétition femmes    | Finale                       | Miho Takagi · Jutta Leerdam · Brittany Bowe               | -          |
| 18 h 00 |                       | Patinage artistique Programme libre             | Compétition femmes    | Finale                       | Anna Chtcherbakova · Alexandra Troussova · Kaori Sakamoto | -          |
| 19 h 00 |                       | Combiné nordique Épreuve par équipes + 4 x 5 km | Compétition hommes    | Finale                       | Norvège · Allemagne · Japon                               | -          |
| 20 h 05 |                       | Curling Tournoi masculin                        | Compétition hommes    | Demi-finale                  | 5 - 3                                                     | -          |
| 20 h 05 |                       | Curling Tournoi masculin                        | Compétition hommes    | Demi-finale                  | 4 - 8                                                     | -          |

## Tableau des médailles provisoire
- Pays organisateur (Chine)

| Rang  | Nation     | Or | Argent | Bronze | Total |
| ----- | ---------- | -- | ------ | ------ | ----- |
| 01    | Suisse     | 1  | 1      | 1      | 3     |
| 02    | Canada     | 1  | 1      | 0      | 2     |
| 02    | ROC        | 1  | 1      | 0      | 2     |
| 04    | Japon      | 1  | 0      | 2      | 3     |
| 05    | Suède      | 1  | 0      | 0      | 1     |
| 05    | Norvège    | 1  | 0      | 0      | 1     |
| 07    | Allemagne  | 0  | 1      | 0      | 1     |
| 07    | Pays-Bas   | 0  | 1      | 0      | 1     |
| 07    | États-Unis | 0  | 1      | 0      | 1     |
| 10    | Italie     | 0  | 0      | 1      | 1     |
| 10    | États-Unis | 0  | 0      | 1      | 1     |
| 10    | Finlande   | 0  | 0      | 1      | 1     |
| Total | Total      | 6  | 6      | 6      | 18    |

| Rang  | Nation           | Or | Argent | Bronze | Total |
| ----- | ---------------- | -- | ------ | ------ | ----- |
| 01    | Norvège          | 14 | 7      | 8      | 29    |
| 02    | Allemagne        | 10 | 7      | 4      | 21    |
| 03    | États-Unis       | 8  | 8      | 5      | 21    |
| 04    | Suède            | 7  | 4      | 4      | 15    |
| 05    | Chine            | 7  | 4      | 2      | 13    |
| 06    | Autriche         | 6  | 7      | 4      | 17    |
| 07    | Pays-Bas         | 6  | 5      | 4      | 15    |
| 08    | Suisse           | 6  | 1      | 6      | 13    |
| 09    | ROC              | 5  | 9      | 12     | 26    |
| 10    | France           | 4  | 7      | 2      | 13    |
| 11    | Canada           | 4  | 5      | 11     | 20    |
| 12    | Japon            | 3  | 5      | 9      | 17    |
| 13    | Italie           | 2  | 7      | 7      | 16    |
| 14    | Corée du Sud     | 2  | 4      | 1      | 7     |
| 15    | Slovénie         | 2  | 3      | 2      | 7     |
| 16    | Finlande         | 1  | 2      | 3      | 6     |
| 17    | Australie        | 1  | 2      | 1      | 4     |
| 18    | Nouvelle-Zélande | 1  | 1      | 0      | 2     |
| 19    | Hongrie          | 1  | 0      | 2      | 3     |
| 20    | Tchéquie         | 1  | 0      | 1      | 2     |
| 21    | Slovaquie        | 1  | 0      | 0      | 1     |
| 22    | Biélorussie      | 0  | 2      | 0      | 2     |
| 23    | Espagne          | 0  | 1      | 0      | 1     |
| 23    | Ukraine          | 0  | 1      | 0      | 1     |
| 25    | Belgique         | 0  | 0      | 1      | 1     |
| 25    | Estonie          | 0  | 0      | 1      | 1     |
| 25    | Lettonie         | 0  | 0      | 1      | 1     |
| 25    | Pologne          | 0  | 0      | 1      | 1     |
| Total | Total            | 92 | 92     | 92     | 276   |